# Ion Dincă
Pour les articles homonymes, voir Dincă.
Ion Dincă, né le 3 novembre 1928 à Cobia, dans le Județ de Dâmbovița, et mort le 9 janvier 2007, était un homme politique roumain, ancien général, qui fut vice-premier ministre de son pays et maire de Bucarest.

## Biographie
Employé de l'entreprise Nitramonia, il adhère au Parti communiste roumain. Diplômé de deux académies militaires, il est nommé en 1968 conseiller militaire du président et adjoint au Département militaire du Comité central, chargé des affaires intérieures, de la sécurité de l'État et du ministère public.
Il reste membre du Comité central de 1969 à 1989 ; à partir de 1976, il est également du Comité politique dirigeant, chargé de l'industrie, de l'agriculture et des constructions, maire de Bucarest de 1976 à 1979, et vice-premier ministre de 1979 à 1989.
Pendant la révolution, il fait partie de ceux qui recommandent à Ceaușescu de ne pas céder aux manifestants. Arrêté le 2 février 1990, Dincă est condamné à mort, mais la peine est commuée en détention à perpétuité. Il est libéré au bout de cinq ans et trois mois, et travaille jusqu'à sa mort pour une des entreprises de son gendre, Nicolae Badea.